# Paraphylax sculptus
Paraphylax sculptus är en stekelart som först beskrevs av André Seyrig 1952.  Paraphylax sculptus ingår i släktet Paraphylax och familjen brokparasitsteklar. Inga underarter finns listade i Catalogue of Life.